# کمیته ملی المپیک قرقیزستان
کمیته ملی المپیک قرقیزستان (قرقیزی: Кыргызстан улуттук олимпиада комитети) یک سازمان ورزشی است که نماینده کشور قرقیزستان در کمیته بین‌المللی المپیک می‌باشد.
این سازمان که در سال ۱۹۹۱ تأسیس شده مسئول آماده‌سازی و اعزام ورزشکاران به بازی‌های المپیک، بازی‌های المپیک جوانان و بازی‌های آسیایی است.